# HPR
HPR (англ. Haptoglobin-related protein) – білок, який кодується однойменним геном, розташованим у людей на короткому плечі 16-ї хромосоми. Довжина поліпептидного ланцюга білка становить 348 амінокислот, а молекулярна маса — 39 030.
| 10         |  | 20         |  | 30         |  | 40         |  | 50         |
| ---------- |  | ---------- |  | ---------- |  | ---------- |  | ---------- |
| MSDLGAVISL |  | LLWGRQLFAL |  | YSGNDVTDIS |  | DDRFPKPPEI |  | ANGYVEHLFR |
| YQCKNYYRLR |  | TEGDGVYTLN |  | DKKQWINKAV |  | GDKLPECEAV |  | CGKPKNPANP |
| VQRILGGHLD |  | AKGSFPWQAK |  | MVSHHNLTTG |  | ATLINEQWLL |  | TTAKNLFLNH |
| SENATAKDIA |  | PTLTLYVGKK |  | QLVEIEKVVL |  | HPNYHQVDIG |  | LIKLKQKVLV |
| NERVMPICLP |  | SKNYAEVGRV |  | GYVSGWGQSD |  | NFKLTDHLKY |  | VMLPVADQYD |
| CITHYEGSTC |  | PKWKAPKSPV |  | GVQPILNEHT |  | FCVGMSKYQE |  | DTCYGDAGSA |
| FAVHDLEEDT |  | WYAAGILSFD |  | KSCAVAEYGV |  | YVKVTSIQHW |  | VQKTIAEN   |

A: Аланін

C: Цистеїн

D: Аспарагінова кислота

E: Глутамінова кислота

F: Фенілаланін

G: Гліцин

H: Гістидин

I: Ізолейцин

K: Лізин

L: Лейцин

M: Метіонін

N: Аспарагін

P: Пролін

Q: Глутамін

R: Аргінін

S: Серин

T: Треонін

V: Валін

W: Триптофан

Кодований геном білок за функцією належить до гомологів серинових протеаз. 
Задіяний у такому біологічному процесі, як альтернативний сплайсинг. 
Білок має сайт для зв'язування з гемоглобіном. 
Секретований назовні.